# Rynienka podnosowa

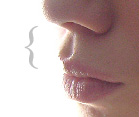
Rynienka podnosowa młodej kobiety

Rynienka podnosowa (łac. philtrum) – w anatomii człowieka krótkie i płytkie zagłębienie biegnące w linii środkowej twarzy, od przegrody nosa do wargi górnej, ograniczone od dołu guzkiem wargi górnej (tuberculum labii superioris).

## Embriologia
Rynienka podnosowa powstaje w miejscu połączenia wyrostków gałeczkowatych obu (prawego i lewego) wyrostków nosowych przyśrodkowych.

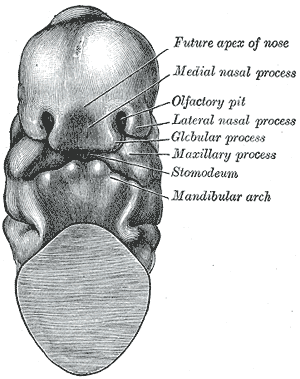
Schemat ludzkiego zarodka około 30–31 dnia życia płodowego, zaznaczono między innymi wyrostek nosowy przyśrodkowy (medial nasal process)

## Patologia
Nieprawidłowe połączenie struktur twarzoczaszki w embriogenezie, między innymi wspomnianych wyrostków nosowych pośrodkowych, może doprowadzić do rozszczepu wargi górnej obejmującego też rynienkę podnosową. Długa rynienka podnosowa jest cechą dysmorficzną, występującą w części przypadków zespołu KBG, zespołu Cornelii de Lange i zespołu Williamsa-Beurena; szerokie philtrum występuje w zespole Aarskoga, wygładzenie rynienki podnosowej może być cechą alkoholowego zespołu płodowego i zespołu Freemana-Sheldona, jej skrócenie występuje u niektórych pacjentów z zespołem cri du chat, zespołem Cohena, zespołem Smith-Magenis albo zespołem ustno-twarzowo-palcowym (OFDS).

## Rola w kulturze
Starożytni Grecy uważali to miejsce za jedno z najbardziej czułych miejsc ludzkiego ciała, stąd jego nazwa, pochodząca od czasownika φίλειν phílein oznaczającego "całować, kochać". W tradycji żydowskiej pojawia się mistyczna opowieść, że: Anioł dotyka dziecko w łonie matki pod nosem, co powoduje zapomnienie całej wiedzy duchowej, jaką dusza otrzymała przed narodzinami.To ludowe wyobrażenie jest często cytowane w tradycji żydowskiej (szczególnie w literaturze chasydzkiej).